# Karl Clausen
Karl Søren Clausen (15. august 1904 i Aabenraa – 5. december 1972 i Aarhus) var en dansk musikforsker, pianist, dirigent og komponist.
Clausen var elev i klaverspil i København af Roger Henrichsen. Han studerede ved Københavns Universitet og tog embedseksamen 1928 med tysk som hovedfag og musik og senere dansk som bifag. Derefter var han gymnasielærer ved Rungsted Statsskole 1928-1935 og senere ved Østre Borgerdyd Gymnasium i København 1935-1963. Jævnsides med sine gymnasieansættelser studerede han musikteori hos Hakon Andersen og virkede som kordirigent og lærer ved Danmarks lærerhøjskole 1941-1963 i korsang og kordirektion. I 1963 blev han lektor ved Aarhus Universitet.
Som komponist var han inspireret af 1920’ernes "nye saglighed". I 1938 fik han Det anckerske Legat og opholdt sig det følgende år i Paris, hvor han studerede komposition hos Darius Milhaud.
Hans hovedindsats var imidlertid rollen som musikforsker og formidler. Han foretog en omfattende indsamling af sangbøger og andre sangudgivelser, op mod 10.000 bind, som i dag findes på Syddansk Universitet i Odense. Desuden indsamlede han lydoptagelser i 1960’erne og starten af 1970'erne af folkelige sange fortrinsvis i Jylland og på Færøerne. Denne samling er konverteret til digitallyd og findes på over 400 CD’er. På denne baggrund lavede han en serie radioudsendelser og skrev i flere omgange om dansk sang. Han optog viser og kingosange på Færøerne fra 1967 til han døde i 1972. Hans datter, Marianne Clausen, fortsatte hans arbejde i 1973 og det resulterede i bogen Åndelig visesang på Færøerne, som blev udgivet i 1975. Hovedværket, Dansk folkesang gennem 150 år, udkom i 1958.

## Musik
- Klokken (skoleopera 1934)
- Tema med Variationer (orkester 1936)
- Blæserkvintet (1939)
- Fløjtekoncert (1940)
- Desuden en del sange og korarrangementer